# Пешавар

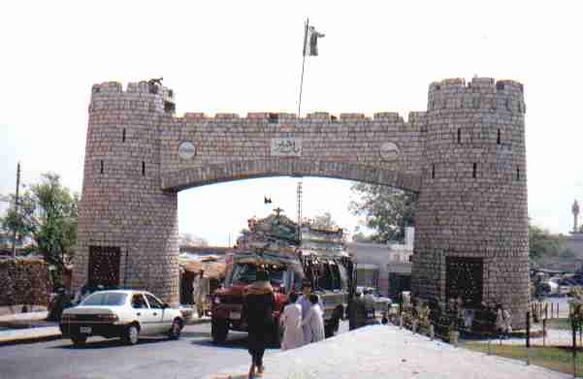
Шлях Хибер — Східна брама

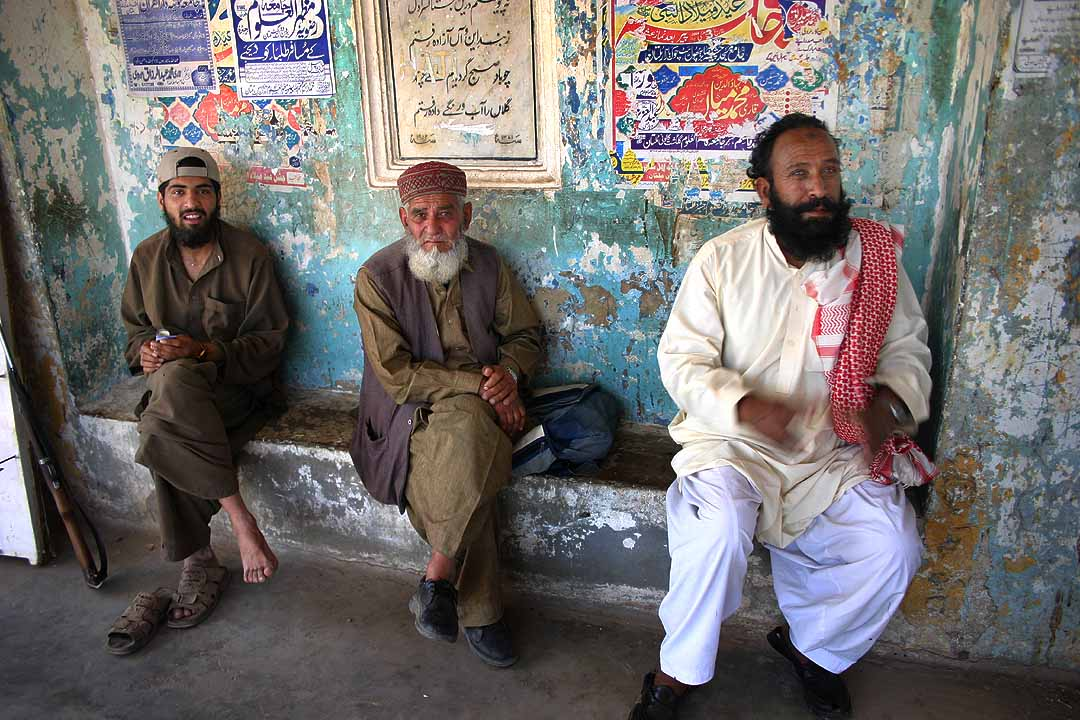
Мешканці Пешавара

Пешава́р (пушту پېښور [peˈχəwər] ( прослухати) — Пай-Хавар; гіндко پشور; [pɪˈʃɔːɾ] ( прослухати); урду پشاور [pɪˈʃɑːʋər] ( прослухати) — «верхня фортеця») — місто в Пакистані, адміністративний центр пакистанської провінції Хайбер-Пахтунхва.
Пешавар — комерційна, економічна, політична і культурна столиця прикордонного Пакистану, особливо для пуштунів.
Пешавар, жваве місто в Пакистані, може похвалитися численними освітніми, промисловими та економічними центрами. Відоме своєю бурхливою комерційною діяльністю, воно пропонує своїм мешканцям поєднання традицій та сучасності. Деякі з ключових сфер, що формують динамічний ландшафт Пешавару, перераховані тут.

## Етимологія
Сучасна назва міста «Пешавар», можливо, походить від [реконструйованого] санскритського слова «Пурушапура». (санскр. पुरूषपुर Puruṣapura, означає «Місто людей» або «Місто Пуруша»). Його так назвав імператор Моголів Акбар від його старої назви «Парашавар» (Parashawar), значення якої Акбар не розумів. Правителем міста під час його заснування, можливо, був індуїстський раджа (цар) на ім'я Пуруш; Слово pur на санскриті означає «місто». Санскрит, написаний писемністю харошті, був літературною мовою буддистських королівств, які правили цією територією в найдавніший період існування. Назва міста також може походити від санскритської назви «Місто квітів» Poshapura, назви, знайденої в стародавньому написі харошті, яке може стосуватися Пешавару.
Розповідь китайського буддистського ченця Сюаньцзана про місто в Гандхарі, яке називалося містом Po-la-sha-pu-lo (кит.: 布路沙布邏, bùlùshābùló), і більш рання розповідь Фасяня, датована п'ятим століттям, записує назву міста як Fou-lou-sha (кит.: 弗樓沙, fùlóshā), китайський еквівалент санскритської назви міста Пурушапура. Стародавній напис епохи Шапура ідентифікує місто в долині Гандхара під назвою pskbvr, що може бути посиланням на Пешавар.
Арабський історик і географ Аль Масуді зазначив, що до середини Х століття місто було відоме як Parashāwar. Аль-Біруні зазначив, що назва міста Purshawar і Purushavar.
Місто стало відоме Peshāwar в епоху Акбара. Деякі стверджують, що нинішня назва походить від перського слова, що означає "прикордонне місто" або, буквально, «місто переднього краю», хоча помилки транскрипції та мовні зрушення можуть пояснювати нову назву міста. Одна з теорій припускає, що назва міста походить від перської назви «Pesh Awardan», що означає «місце першого прибуття» або «прикордонне місто», оскільки Пешавар був першим містом на Індійському субконтиненті після перетину Хайберського проходу. Бібліограф Акбара, Абу-л-Фазл ібн Мубарак, вказує назву міста як «Парашавар» (Parashāwar), транскрибовану перською мовою як پَرَشَاوَر, та Peshāwar (پشاور).

## Історія
Пуштуни поселилися в Пешаварській долині ще в 1 тисячолітті до н. е., коли вони почали прибувати сюди з півдня і південного заходу — з району Сулейманових гір. З часом виник Пешавар як важливий центр пуштунської культури, разом з Кандагаром і Кабулом.
У стародавні часи місто називалося Пурушапура, коли він був офіційно заснований кушанами в середині І сторіччя. Впродовж історії він завжди був торговим центром на стародавньому Шовковому шляху, що стояв на перетині різних азійських культур.
Ще до початку II тисячоліття араби-мусульмани захопили регіон. Пешавар був захоплений турками в 988. Місто увійшло на початку XVI століття в обширні пуштунські володіння. Засновник династії Великих Моголів, майбутній завойовник Південної Азії Бабур прийшов в Пешавар і заснував місто під назвою Беграм і в 1530 перебудував там фортецю. Його онук Акбар офіційно назвав місто Пешавар і розширив базари і фортифікаційні споруди. Чиновники, солдати, торговці, вчені, архітектори, вчителя, богослови і суфії низкою потягнулися з решти ісламського світу в Ісламський султанат в Південній Азії, і багато хто з них осів в районі Пешавару. Раніше місто називали Містом квітів і Містом зерна.
У 1747 Пешавар увійшов в Афгано-Пуштунську імперію Ахмад-Шаха Дюррані. Сикхи завоювали Пешавар в 1834 після відвоювання його в Афганістану. Солдати-сикхи спалили значну частину міста і пустили багато садових дерев на дрова. Місто було звільнене і повернене під афганський контроль після смерті Ранжіта Сингха (Ranjit Singh). Британія мала вплив і навіть керувала регіоном з 1849 по 1947.
Після введення радянських військ до Афганістану в 1979 Пешавар став політичним центром антирадянського руху моджахедів і був оточений величезним табором афганських біженців. Багато хто з біженців залишався тут впродовж громадянської війни, яка вибухнула після відходу радянських військ в 1989, правління талібів, окупації американцями і союзниками в кінці 2001.

## Населення
Пешавар — швидкоросле місто з населенням 982 816 жителів (1998). Поточне зростання населення становить 3,29 % на рік, що вище середнього рівня багатьох пакистанських міст. Основні дві групи населення це: пуштунська більшість (включаючи недавніх біженців з Афганістану) і меншина пешаварів (тобто міського населення). Окрім них тут проживають тисячі таджиків, хазарейців, узбеків, а також циган.
- Міське населення: 48,68 % (983 000 осіб)
- Сільське населення: 51,32 % (1 036 000 осіб)
- Відношення кількості чоловіків до жінок: 1,1:1

Більше 99 % населення Пешавару — мусульмани. Раніше в Пешаварі мешкали інші невеликі співтовариства: афганські євреї, індуїсти і сикхи. Розділ Індії і створення Ізраїлю призвело до зникнення цих груп з Пешавара, проте невелика християнська громада все ще існує в регіоні.

## Географія і клімат
Пешавар розташований в долині на Іранському нагір'ї, на межі Південної Азії і Центральної Азії, тут в давнину проходив Шовковий шлях. Пешаварська долина покрита осадковими породами з алівролітів, піску і гравію недавніх геологічних епох. Пісок, гравій і галька є основними водоносними шарами, товщина яких близько 60 м.
Річка Кабул протікає по північному заході регіону. При вході на Пешварську рівнину розділяється на декілька річищ.
Зима в Пешаварі — з середини листопада по кінець березня. Літо — з травня по вересень. Найбільша середньодобова температура влітку — більше 40 °C, найменша — 25 °C. Взимку, відповідно,18.35 °C і 4 °C.
Взимку дощі найчастіше випадають з лютого по квітень, влітку найбільша кількість опадів у серпні. Зимою опади частіше, ніж влітку. Середньорічна кількість опадів — 400 мм. Відносна вологість — від 46 % у червні до 76 % у серпні.
| Клімат (1961–1990)                         | Клімат (1961–1990) | Клімат (1961–1990) | Клімат (1961–1990) | Клімат (1961–1990) | Клімат (1961–1990) | Клімат (1961–1990) | Клімат (1961–1990) | Клімат (1961–1990) | Клімат (1961–1990) | Клімат (1961–1990) | Клімат (1961–1990) | Клімат (1961–1990) | Клімат (1961–1990) |
| Показник                                   | Січ.               | Лют.               | Бер.               | Квіт.              | Трав.              | Черв.              | Лип.               | Серп.              | Вер.               | Жовт.              | Лист.              | Груд.              | Рік                |
| Абсолютний максимум, °C                    | 27,0               | 30,0               | 36,0               | 42,2               | 45,2               | 48,0               | 46,6               | 46,0               | 42,0               | 38,5               | 35,0               | 29,0               |                    |
| Середній максимум, °C                      | 18,3               | 19,5               | 23,7               | 30,0               | 35,9               | 40,4               | 37,7               | 35,7               | 35,0               | 31,2               | 25,6               | 20,1               | 29,4               |
| Середня температура, °C                    | 11,2               | 12,9               | 17,4               | 23,2               | 28,6               | 33,1               | 32,2               | 30,7               | 28,9               | 23,7               | 17,6               | 12,5               | 22,7               |
| Середній мінімум, °C                       | 4,0                | 6,3                | 11,2               | 16,4               | 21,3               | 25,7               | 26,6               | 25,7               | 22,7               | 16,1               | 7,6                | 4,9                | 15,9               |
| Абсолютний мінімум, °C                     | −3,9               | −1                 | 1,7                | 6,7                | 11,7               | 13,3               | 18,0               | 19,4               | 12,0               | 8,3                | 1,1                | −1,3               |                    |
| Середня кількість сонячних годин на місяць | 195,5              | 189,5              | 194,5              | 231,3              | 297,1              | 299,5              | 273,8              | 263,2              | 257,3              | 266,1              | 234,8              | 184,4              |                    |
| Норма опадів, мм                           | 26.0               | 42.7               | 78.4               | 48.9               | 27.0               | 7.7                | 42.3               | 67.7               | 17.9               | 9.7                | 12.3               | 23.3               |                    |
| ------------------------------------------ | ------------------ | ------------------ | ------------------ | ------------------ | ------------------ | ------------------ | ------------------ | ------------------ | ------------------ | ------------------ | ------------------ | ------------------ | ------------------ |
| Джерело: NOAA (1961-1990) , PMD            |                    |                    |                    |                    |                    |                    |                    |                    |                    |                    |                    |                    |                    |

## Уродженці
- Патрас Бокхарі (1898—1958) — пакистанський гуморист, педагог, публіцист, телеведучий і дипломат.

## Міста-побратими
- Урумчі, КНР